# おとめ座ゼータ星
おとめ座ζ星は、おとめ座の恒星で3等星。
スピカのほぼ北に位置し、γ星とで正三角形を描く。また、ろくぶんぎ座α星同様に天の赤道の近くに位置している。歳差運動により、1883年2月より天の赤道から南側に位置する事となった。

## 特徴
他のA型星で見られるような惑星系の可能性を示唆する塵状の円盤は観測されていない。

## 名称
Hezeという由来不明の名称を持つ。2018年6月1日、国際天文学連合の恒星の命名に関するワーキンググループ (Working Group on Star Names, WGSN) は、Heze をおとめ座ζ星Aの固有名として正式に定めた。